# Carlos de los Cobos
Carlos de los Cobos, né le 10 décembre 1958 à Matamoros (Mexique), est un footballeur mexicain, qui évoluait au poste de milieu de terrain, à Querétaro, au Club América, au Club Necaxa et à Monterrey.
International mexicain, de los Cobos ne marque aucun but lors de ses vingt-cinq sélections sous le maillot de l'équipe nationale entre 1983 et 1986. Il participe à la Coupe du monde de football organisée par son pays en 1986.

## Palmarès

### Comme joueur

#### En équipe nationale
- 25 sélections et 0 but avec l'équipe du Mexique entre 1983 et 1986.

#### Avec le Club America
- Vainqueur du Championnat du Mexique en 1984, 1988 et 1989.
- Vainqueur de la Supercoupe du Mexique en 1988 et 1989.

#### Avec Monterrey
- Vainqueur de la Coupe des vainqueurs de coupe de la CONCACAF en 1993.
- Vainqueur de la Coupe du Mexique en 1992.